# Diocesi di Sinnada di Mauritania
La diocesi di Sinnada di Mauritania (in latino: Dioecesis Sinnadensis in Mauretania) è una sede soppressa e sede titolare della Chiesa cattolica.

## Storia
Sinnada di Mauritania, forse identificabile con le rovine di Kenada nell'odierna Algeria, è un'antica sede episcopale della provincia romana della Mauritania Cesariense.
Unico vescovo conosciuto di questa diocesi africana è Gaio, che prese parte al sinodo riunito a Cartagine dal re vandalo Unerico nel 484, in seguito al quale venne esiliato.
Dal 1933 Sinnada di Mauritania è annoverata tra le sedi vescovili titolari della Chiesa cattolica; dal 29 novembre 2004 il vescovo titolare è James Kazuo Koda, già vescovo ausiliare di Tokyo.

## Cronotassi dei vescovi
- Gaio † (menzionato nel 484)

## Cronotassi dei vescovi titolari
- Marcel-Marie-Henri-Paul Dubois † (2 luglio 1966 - 12 luglio 1967 deceduto)
- Wilson Laus Schmidt † (22 gennaio 1968 - 16 marzo 1971 dimesso)
- Antônio Soares Costa † (25 novembre 1971 - 27 ottobre 1993 nominato vescovo di Caruaru)
- James Kazuo Koda, dal 29 novembre 2004